# Massacre de Melouza
Le massacre de Melouza est un crime de masse perpétré le 28 mai 1957, pendant la guerre d'Algérie. Il est commis par le Front de libération nationale (FLN) contre les 374 habitants du village de Melouza (Mechta-Kasbah), au nord-ouest de la ville de M'Sila, sous prétexte qu'ils soutenaient le mouvement indépendantiste Mouvement national algérien (MNA), rival du FLN. Par le biais de tracts de propagande, le FLN a accusé l'Armée française d'avoir perpétré le massacre à sa place.

## Contexte et situation
Melouza est un bourg situé sur les hauts plateaux au nord de la ville de M'Sila, à la charnière du Constantinois et de la Kabylie. C'est alors un marché important, fréquenté par de nombreux montagnards. C'est aussi un des lieux du trafic d'armes situés sur la « route des Panthères », voie de passage menant de Tunisie en Kabylie.
Le FLN est bien implanté dans la région sauf parmi les Beni-Illemane, populations arabes situées à six kilomètres de Melouza, ne supportant pas la domination du FLN et qui font allégeance au MNA, autre mouvement indépendantiste rival du FLN.
C'est en 1956 que le douar de Melouza passe au FLN. Cette adhésion en bloc avait été provoquée par une opération de représailles menée par l'armée française. À la suite de la mort d'un capitaine de la 7e DMR, abattu au cours d'une embuscade, un lieutenant-colonel de la même division avait appliqué une méthode qu'il perfectionnera plus tard à l'Arba. Il fit fusiller quelques suspects arrêtés à la suite de cette affaire, puis disposa leurs cadavres sur le toit d'un véhicule auquel il fit parcourir les routes et pistes praticables de la région. Cette méthode, qui substituait la terreur française à la terreur FLN, n'eut d'autre résultat que de faire passer en bloc la population de Melouza du côté du FLN, dès que les forces françaises eurent quitté les lieux.
Début 1957, la situation du maquis MNA mené par le « général » Mohammed Bellounis, partisan de Messali Hadj, battu à plusieurs reprises par des groupes du FLN, est délicate. Il ne commande plus que quelques unités sous-équipées et des dissidents d'autres troupes messalistes. Convaincu de sa faiblesse et voulant conserver une autonomie qu'il sait ne pas pouvoir garder en se ralliant au FLN, il décide de négocier avec les troupes françaises. Il entreprend notamment des pourparlers avec le capitaine Combette, patron du sous-quartier des Ouled-Ali, négociations qui devaient amener ses troupes à combattre aux côtés de l'armée française. Son ralliement apporte à la population des Beni-Illemane l'assurance du soutien français. Le FLN ne subit dès lors que des échecs dans cette région où il avait réussi à implanter une assemblée et des refuges.[réf. nécessaire]
Successivement, un officier de l'Armée de libération nationale (ALN), le bras armé du FLN, et plusieurs sous-officiers furent dénoncés aux forces de l'ordre. Trois agents de liaison furent abattus. Un sergent de l'ALN et son secrétaire furent massacrés à coups de hachette. Le responsable FLN de Melouza, Si Abdelkader (Abdelkader Barriki), à la tête de deux sections, décida d'une action de représailles contre les Beni-Illemane. Mais une unité bellouniste d'une vingtaine de personnes, la population mâle, « aidée des femmes et des enfants », riposta si violemment que Si Abdelkader dut se replier,,.

## Rivalité FLN/MNA
Les deux tendances s'affrontent très durement de 1955 à 1962. Tous les moyens sont bons pour semer la terreur au sein des populations villageoises : pièges, paroles trahies, infiltrations et assassinats.
Les violences en France métropolitaine entre ces deux mouvements causèrent, selon les chiffres officiels des autorités françaises entre le 1er janvier 1956 et le 23 janvier 1962, 10 223 victimes (dont 3 957 tués).
Les troupes du MNA commandées par le « général » Mohammed Bellounis bénéficient de la neutralité, voire d'un soutien discret de l'armée française qui trouve là un moyen de contrer le FLN. Celui-ci, pour lequel la région de Melouza revêt une grande importance stratégique, s'en voit peu à peu éliminé. Certains émissaires sont abattus.[réf. nécessaire]

## Massacre
Le chef de la Wilaya III (Kabylie), le colonel Saïd Mohammedi, décide de reprendre, au matin du 28 mai 1957, la situation en main et de faire un exemple en employant les grands moyens. Il ordonne au capitaine Mohand Ouddak, alias Arab, un ancien chauffeur de taxi parisien d'une cinquantaine d'années devenu maquisard, commandant la zone sud de la wilaya, d'« exterminer cette vermine ». Celui-ci est assisté du lieutenant Abdelkader El Barriki. Six Katibas de l'Armée de libération nationale (ALN), branche armée du FLN, convergent alors sur Melouza et encerclent le douar. Elles regroupent au total 350 hommes bien armés. Les maquisards de Mohammed Bellounis, présents sur les lieux, tentent de les stopper, mais devant le nombre décident de s'échapper pour aller chercher des renforts.
Dans la matinée, les hommes de l'aspirant Barriki, étant maîtres des lieux, incendient plusieurs maisons, font sortir des gourbis (huttes) tous les hommes et les garçons du village âgés de plus de quinze ans et les rassemblent sur la place. Abattant ceux qui ne peuvent pas suivre, au milieu des gémissements des femmes et des enfants, ils les font avancer, vers Mechta-Kasbah, petit hameau situé au-dessus du village. C'est à 14 heures, dans les ruelles de cette petite mechta aux maisons basses faites de pierres entassées, que commence le massacre, au fusil, au couteau, à coups de pioche, les hommes de Sahnoun taillent en pièces leurs prisonniers. Ceux qui tentent de s'échapper sont abattus d'une rafale de mitraillette. En une demi-heure, tout est fini. Les ordres de Saïd Mohammedi ont été exécutés. Tel est désormais le sort réservé par le FLN à ceux qui seraient tentés de rejoindre les rangs du « général » Bellounis ou de l'armée française,.
Dans les maisons et les ruelles transformées en abattoir, l'armée française, à son arrivée sur les lieux deux jours plus tard, dénombrera 315 cadavres.

## Bilan
Le martyre de Melouza provoqua une émotion mondiale et fut abondamment exploité par la propagande française qui organisa à bord de plusieurs hélicoptères un voyage de presse avec des journalistes et des magistrats et qui expliqua le massacre par les sentiments pro-français des habitants du village, alors qu'il s'agissait d'un conflit fratricide. Le résultat recherché par le FLN fut atteint. Le « général » Mohammed Bellounis, effrayé par le carnage, demanda quelques jours plus tard un rendez-vous au capitaine Combette, capitaine d'une SAS, et lui annonça qu'il se ralliait à l'armée française, ce qui le discrédita aux yeux des nationalistes. Il fut conclu l'« opération Olivier » : en échange du ralliement de Bellounis, l'armée française lui fournit toute l'aide matérielle dont il avait besoin.[réf. nécessaire]

## Accusation de la responsabilité de l'Armée française par le FLN
Le FLN a tenté de faire porter la responsabilité du massacre à l'armée française par le biais de sa radio basée au Caire et de tracts accusateurs et mensongers, tel celui-ci :

« Un drame affreux vient d’ensanglanter la terre algérienne déjà si éprouvée par les crimes sans nom d’un colonialisme aux abois. Toute la population mâle du douar de Melouza a été sauvagement assassinée. Si ce carnage s’inscrit normalement dans la longue liste des crimes collectifs organisés avec préméditation et exécutés froidement par l’armée française dite de « pacification », il dépasse de beaucoup tout ce que tout esprit sain peut imaginer. Aux crimes délibérés s’ajoute cette fois une exploitation politique savamment orchestrée. [...] En fait, l’abominable machination politico-militaire tend à démontrer qu’avec le départ de la France, l’Algérie serait à feu et à sang. [...] C’est pourquoi, le F.L.N. peut s’adresser solennellement à la conscience universelle pour proclamer à la face du monde civilisé son indignation devant la sauvagerie de cette tuerie dont seule l’armée française assume l’entière responsabilité. »

Mais ils n'insistèrent pas, le mensonge était trop évident.
Après avoir tenté de faire porter la responsabilité du massacre sur l'Armée française, le FLN tira la leçon des événements dans la wilaya III (enquête de la commission H'Mimi). Le 23 octobre 1957, Amirouche Aït Hamouda, successeur de Saïd Mohammedi à la wilaya III, suspendra de toutes ses fonctions le capitaine Mohand Ouddak pour l'« affaire » de Melouza. Ce dernier, fait prisonnier, accusera Abdelkader Barriki d'avoir perpétré le massacre en son absence, ce que semblent confirmer plusieurs témoignages concordants.

## Revendication des protagonistes
Dans le documentaire Les années algériennes de Benjamin Stora, diffusé la première fois en septembre 1991 sur Antenne 2, le colonel Saïd Mohammedi reconnaît avoir donné l'ordre d'exécuter les villageois de Melouza, vus comme des traîtres.

## Filmographie
Documentaire
- La Guerre d'Algérie, d'Yves Courrière et Philippe Monnier (1972). Une toute petite partie du documentaire est consacré au massacre.
- Benjamin Stora, Philippe Alfonsi, Bernard Favre et Patrick Pesnot, Les années algériennes, Ina/France 2/Nouvel Observateur, 1991, film documentaire en 3 parties de 52 min, deuxième partie : Les tricheurs (en ligne : site de B. Stora et vidéo Les tricheurs sur Archive). — Présentation du massacre de Melouza par Vidal-Naquet à 27:50 et 28:10/27. — Aveu de Saïd Mohammedi à 28:54 (30:00: « il fallait en finir ») et 34:12 (« c'était des traitres... c'était un devoir sacré ») jusqu'à 29:58
- La Blessure : la Tragédie des Harkis, d'Isabelle Clarke et Daniel Costelle - France 3 - 2010.